# إيملين كروذر
إيملين كروذر (بالإنجليزية: Emlyn Crowther)‏ هو طبال نيوزيلندي، ولد في 2 أكتوبر 1949.